# Пущиково
Пущиково (пол. Puszczykowo)  —  город  в Польше, входит в Великопольское воеводство,  Познанский повят.  Имеет статус городской гмины. Занимает площадь 16,65 км². Население — 9177 человек (на 2004 год).